# Toccolosida bilinealis
Toccolosida bilinealis is een vlinder uit de familie van de snuitmotten (Pyralidae). De wetenschappelijke naam van de soort is voor het eerst geldig gepubliceerd in 1892 door Pieter Snellen.